# Ideoblothrus holmi
Espèce
Synonymes
- Ideobisium holmi Beier, 1955

Ideoblothrus holmi est une espèce de pseudoscorpions de la famille des Syarinidae.

## Distribution
Cette espèce se rencontre en Ouganda et au Congo-Kinshasa.

## Systématique et taxinomie
Cette espèce a été décrite sous le protonyme Ideobisium holmi par Beier en 1955. Elle est placée dans le genre Ideoblothrus par Muchmore en 1982.

## Étymologie
Cette espèce est nommée en l'honneur d'Åke Holm.

## Publication originale
- Beier, 1955 : Pseudoscorpionidea, gesammelt während der schwedischen Expeditionen nach Ostafrika 1937-38 und 1948. Arkiv för Zoologi, sér. 2, vol. 7, p. 527-558.